# فريد فيشر فيلدينغ
فريد فيشر فيلدينغ (بالإنجليزية: Fred Fisher Fielding) (من مواليد 21 مارس 1939) هو محام أمريكي، شغل منصب مستشار البيت الأبيض للرئيس الأمريكي رونالد ريغان وجورج دبليو بوش. كان فيلدينغ أيضًا مستشارًا للحملة الرئاسية لدونالد ترامب وعضوًا في لجنة 11 سبتمبر.

## نشأته وتعليمه
ولد فيلدينغ في فيلادلفيا (بنسيلفانيا) ونشأ في ميكانيكسفيل، ولاية بنسيلفانيا. وتخرج من كلية جيتيسبيرغ، ثم حصل على درجة الدكتوراة في القانون من مدرسة القانون جامعة فيرجينيا.

## السيرة الذاتية
خدم فريد الحكومة الأمريكية في عدد من الأدوار طوال حياته المهنية. حيث شغل منصب مستشار مساعد للرئيس ريتشارد نيكسون 1970-1972، وكان نائبا لجون دين خلال فضيحة ووترغيت. كما كان مستشارًا للرئيس رونالد ريغان في الفترة من 1981 إلى 1986. وقد عمل فيلدينغ أيضا في المحكمة في النزاع علي المعاهدة الجوية الأمريكية والمملكة المتحدة (1989-1994).